# James Alexander Porterfield Rynd
James Alexander Porterfield Rynd (* 6. April 1846; † 17. März 1917 in Dublin) war ein irischer Barrister und Schachspieler.
Porterfield Rynd, obwohl ein Amateur, gewann 1865 die erste irische Schachmeisterschaft mit 16 aus 17 Punkten. Er war von 1870 bis 1883 Sachbearbeiter einer Schachkolumne im Irish Sportsman and Farmer. Im Februar 1889 gab er seinen Abschied vom Schach bekannt, der jedoch nur wenige Monate dauerte. Porterfield Rynd galt jahrzehntelang als stärkster Spieler Irlands. 1892 gewann er erneut die irische Meisterschaft, 1893 gewann er den Titel kampflos, da er sich als einziger Spieler für den Wettbewerb gemeldet hatte.
Er betrieb auch eine Schach-Kolumne im Dublin Saturday Herald. Im Jahr 1895 plagiierte Porterfield Rynd dort mindestens zwei Endspielstudien – die berühmte Saavedra-Studie sowie eine weitere von Heinrich Cordes – und gab sie mit einigen vorangestellten Zügen als Stellungen aus eigenen Partien aus.
Später betätigte er sich politisch in der Irish Unionist Alliance.